# Holden HX
Holden HX — серия автомобилей, выпускавшихся с июля 1976 по октябрь 1977 года австралийской компанией Holden. 

## Описание
Серия Holden HX впервые была представлена в июле 1976 года. Модельный ряд включал ряд моделей, разработанных на основе Holden HJ. Модели HX отличались лишь незначительными обновлениями экстерьера, в частности, решёткой радиатора и значками. Тем не менее, в двигатели были внесены значительные изменения, чтобы соответствовать новым австралийским нормам выбросов. В стандартную комплектацию входили передние ковшеобразные сиденья.

## Модельный ряд
Модельный ряд Holden HX состоял из четырёхдверного седана и пятидверного универсала. Комплектации:
- Belmont Sedan;
- Kingswood Sedan;
- Premier Sedan;
- Belmont Wagon;
- Kingswood Wagon;
- Premier Wagon.

Модели Premier отличались от более дешёвых вариантов фронтальной обработкой с четырьмя фарами. У универсалов колёсная база была на 76 мм длиннее, чем у седанов.
Позже в производство были запущены два специальных варианта HX Kingswood. Модель Kingswood Silver Anniversary была выпущена в ноябре 1976 года в честь 50-летия General Motors в Австралии, а седан и универсал Kingswood Deluxe также были представлены во время существования модели HX в сентябре 1977 года с 4,2-литровым V8 в стандартной комплектации.
Для серии HX модельный ряд Monaro, ориентированный на производительность, был сокращён до одной модели — Monaro GTS Sedan. Купе Monaro LS & GTS не были перенесены из серии HJ, однако купе Holden Limited Edition было выпущено в сентябре 1976 года. В нём применялось название кузова купе Monaro, но не название Monaro.
Модельный ряд коммерческих автомобилей включал в себя юты, фургоны и шасси:
- Ute;
- Kingswood Ute;
- Sandman Ute[7];
- Van;
- Kingswood Van;
- Sandman Van;
- One Tonner.

Базовые модели продавались просто как Holden Ute и Holden Van, и обе сохранили радиаторную решётку в стиле HJ. Kingswood Van был дополнением к модельному ряду коммерческих автомобилей, а One Tonner являлся шасси с собственной уникальной фронтальной обработкой, перенесённой из его предшественника HJ.

Sandman Ute и Van оснащались различными функциями от Monaro GTS и имели боковые полосы и большой логотип «Sandman» на задней двери.

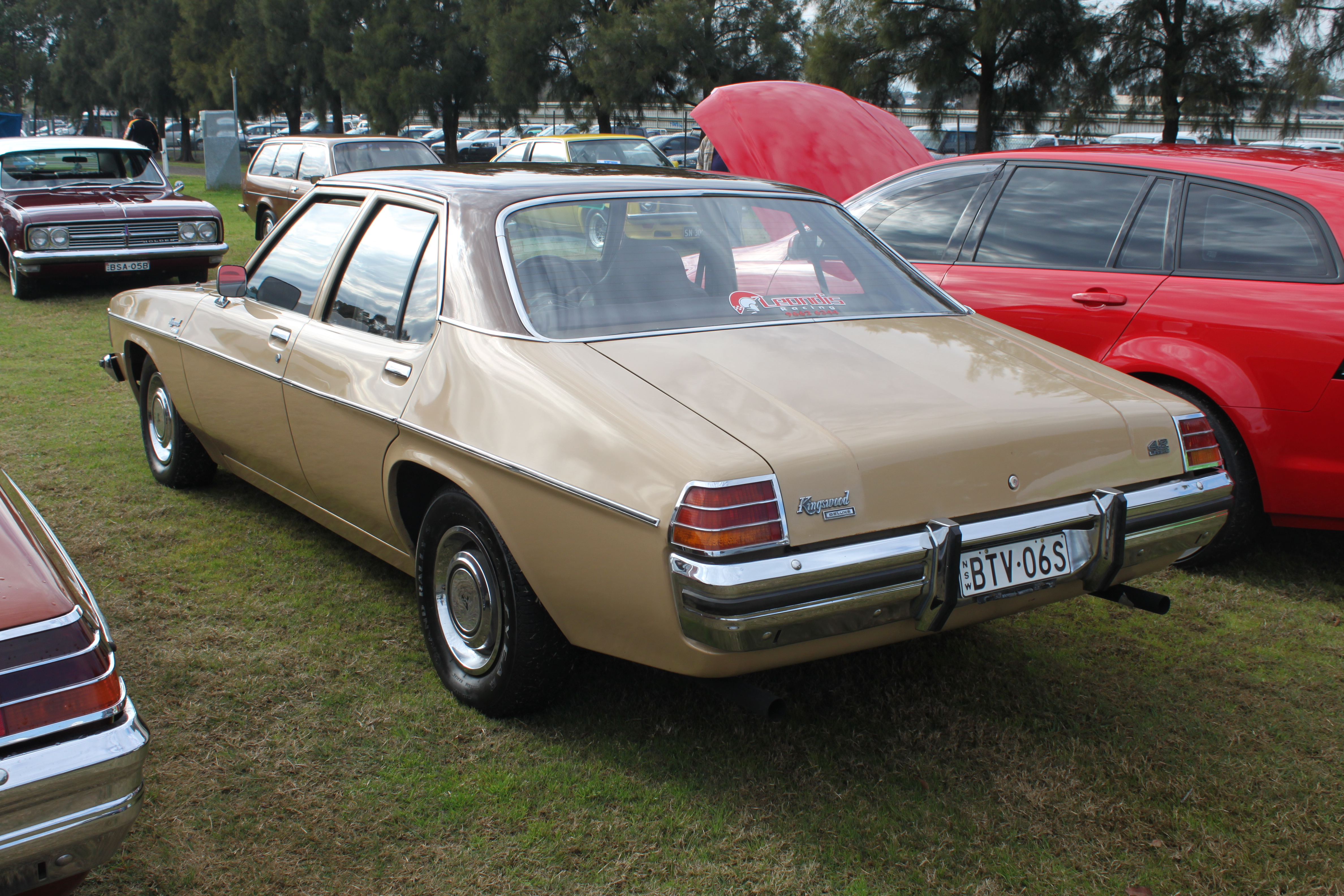
Holden Kingswood (седан)
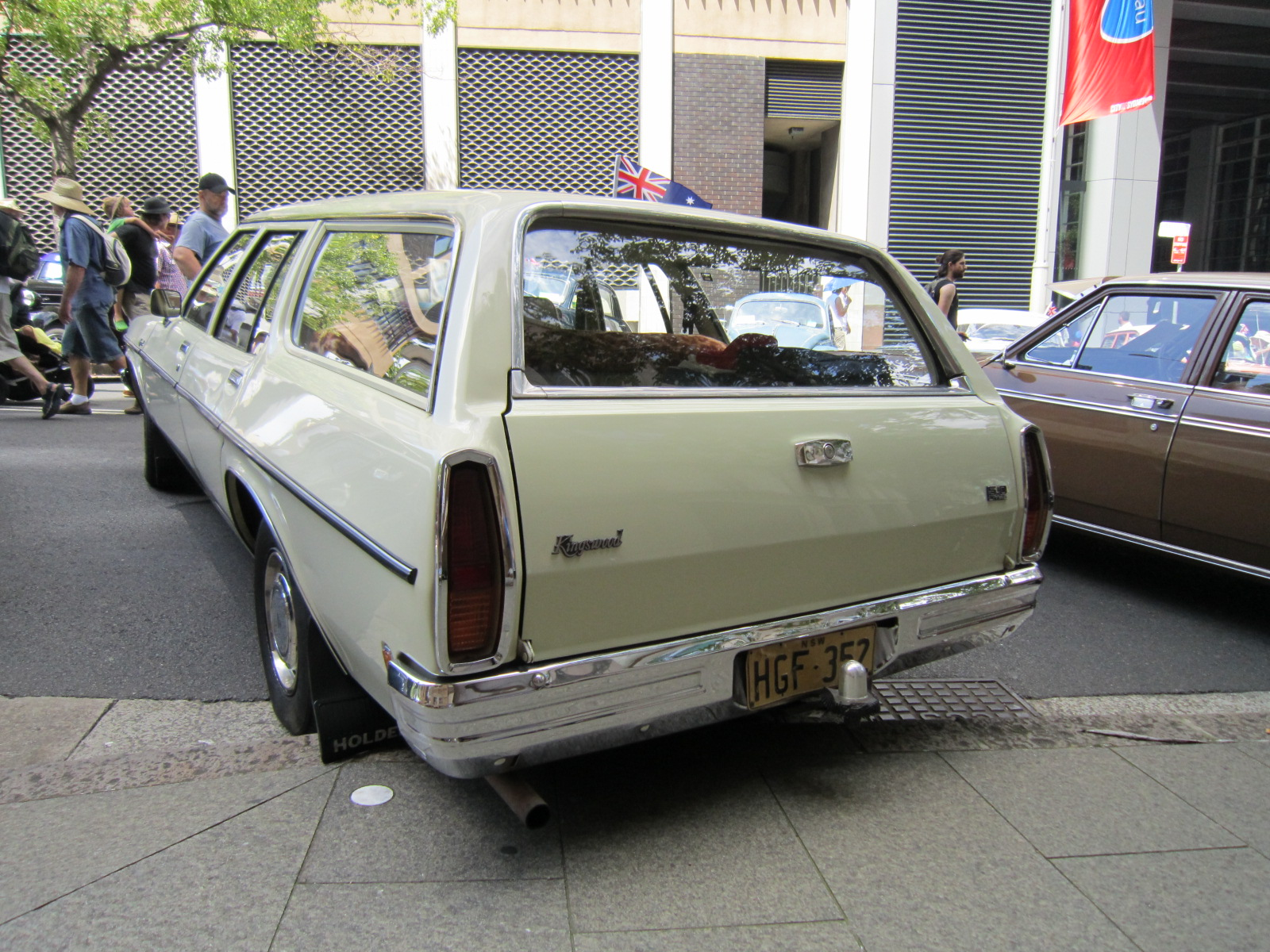
Holden Kingswood (универсал)
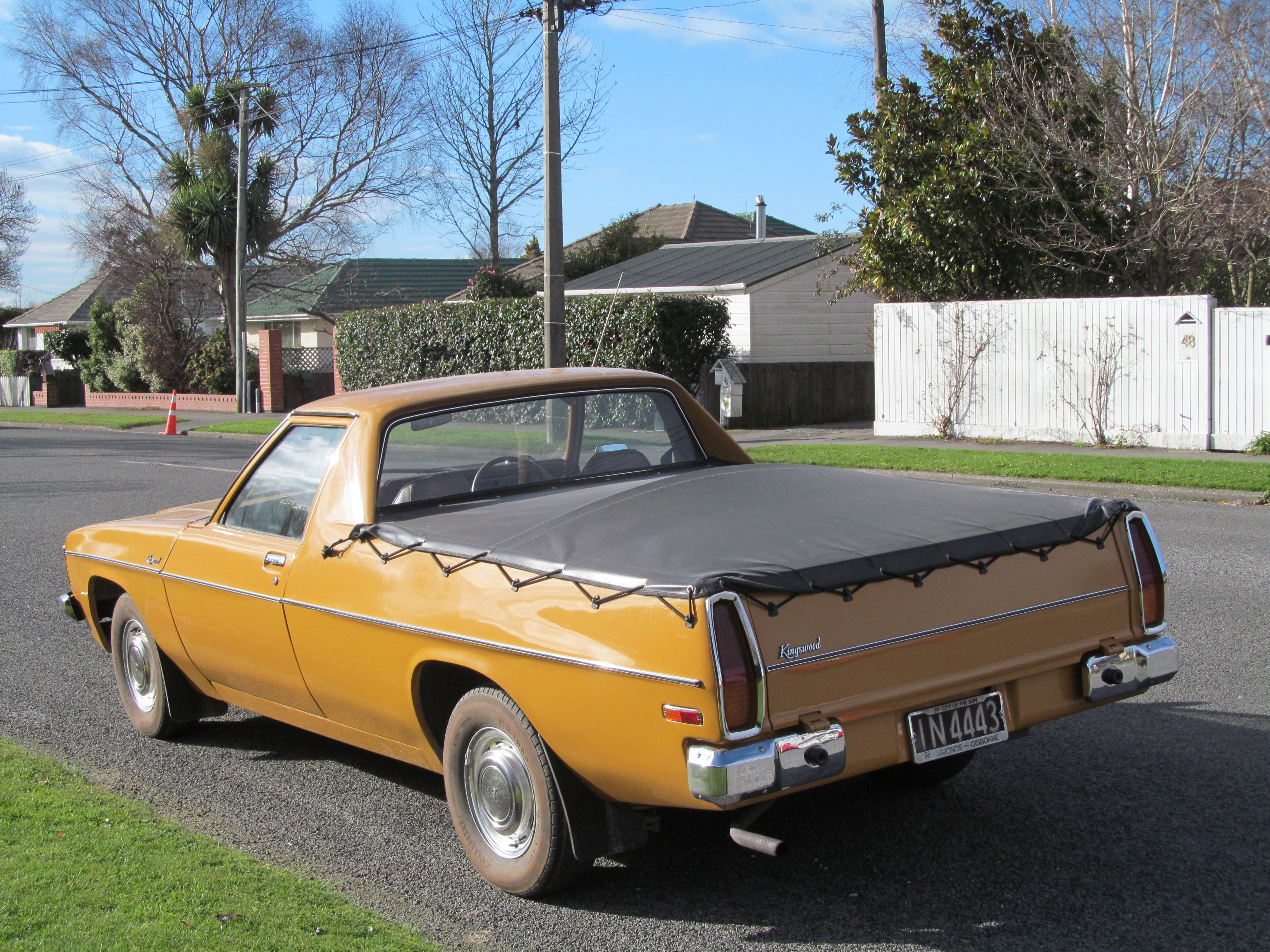
Holden Kingswood (ют)
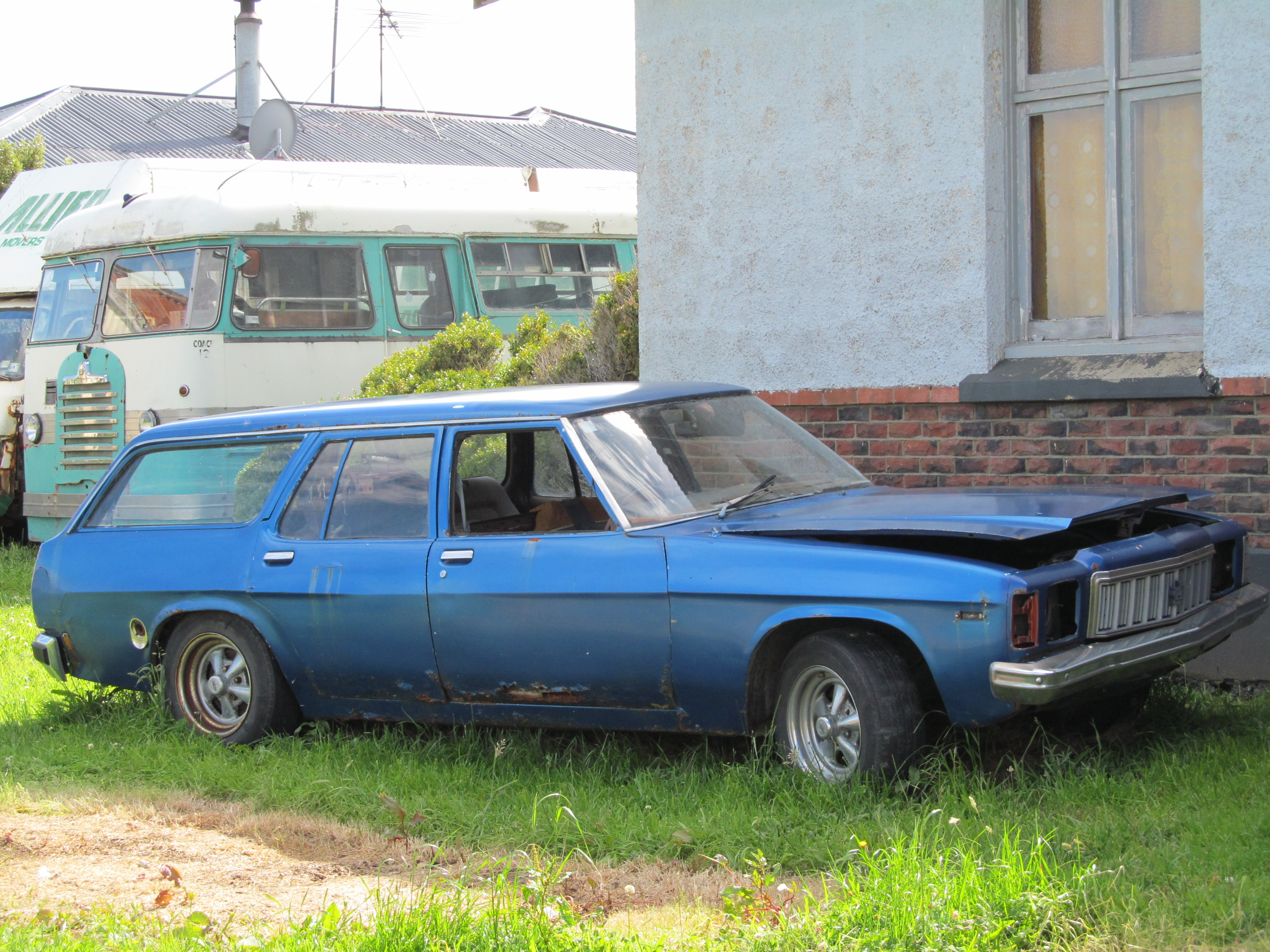
Holden Belmont (универсал)
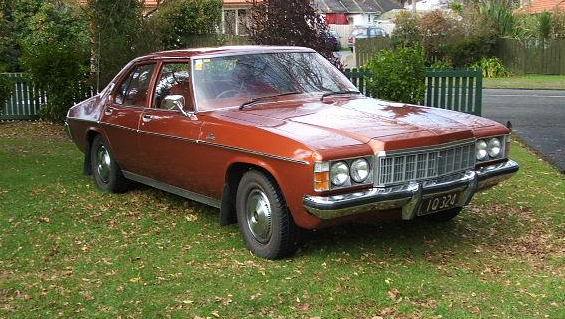
Holden Premier (седан)
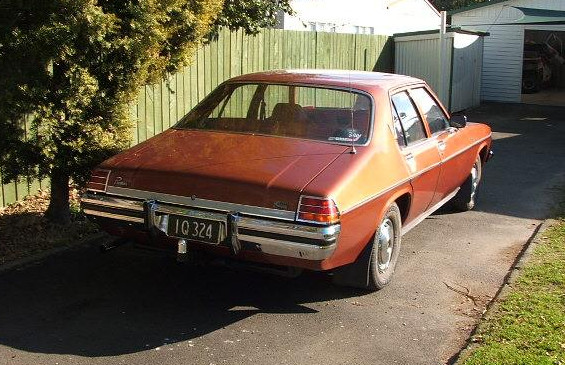
Holden Premier (седан)
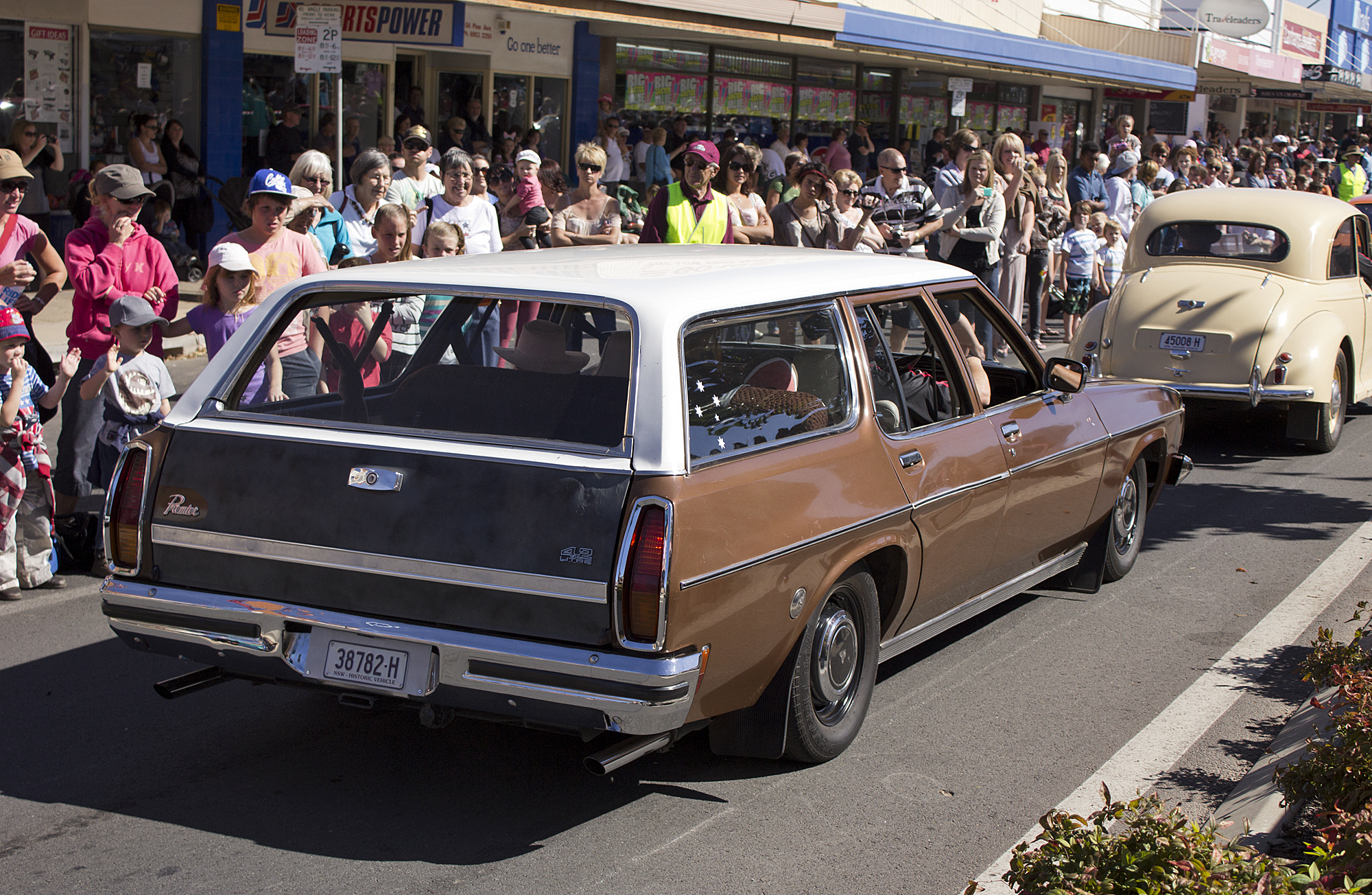
Holden Premier (универсал)
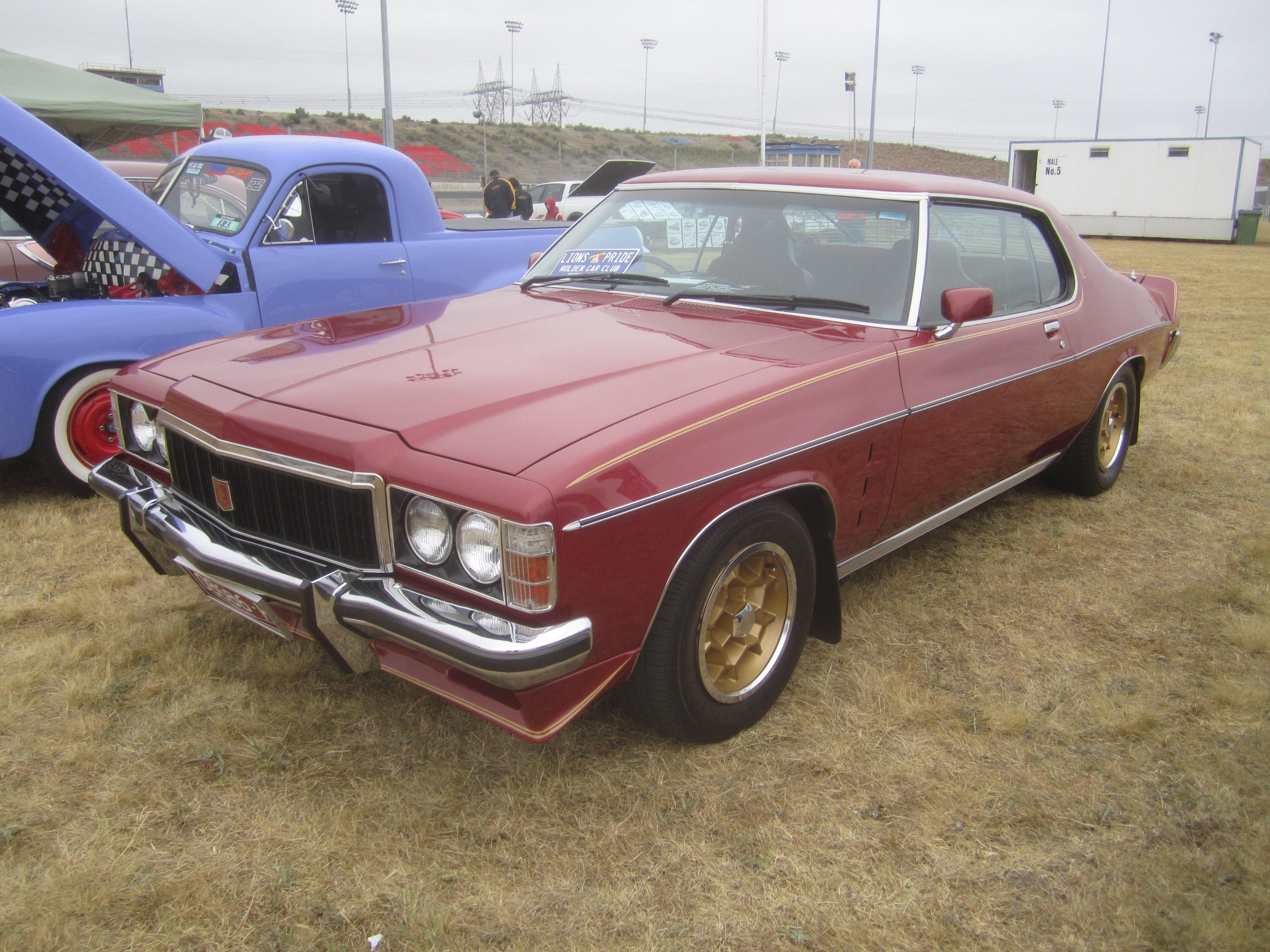
Holden Limited Edition
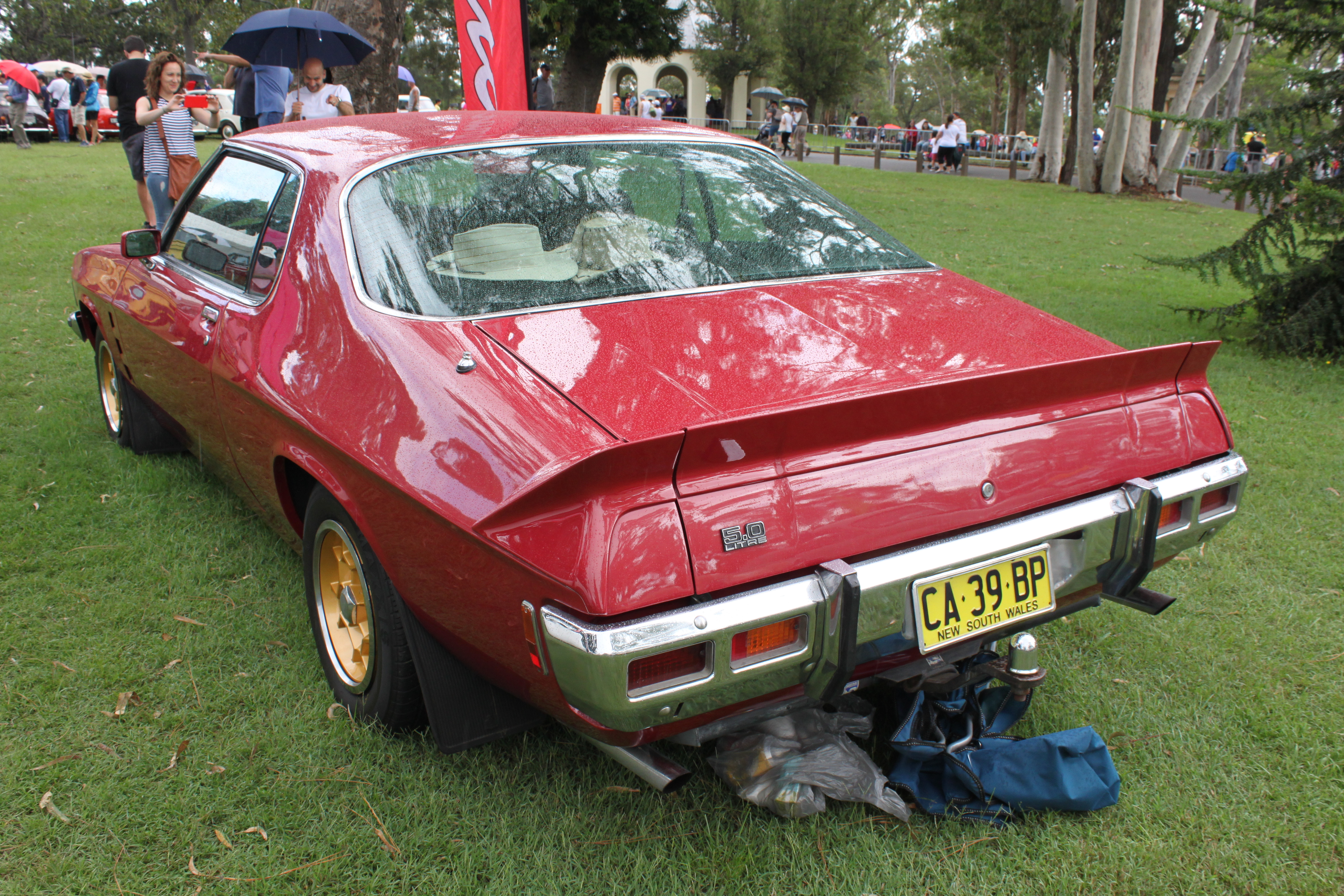
Holden Limited Edition
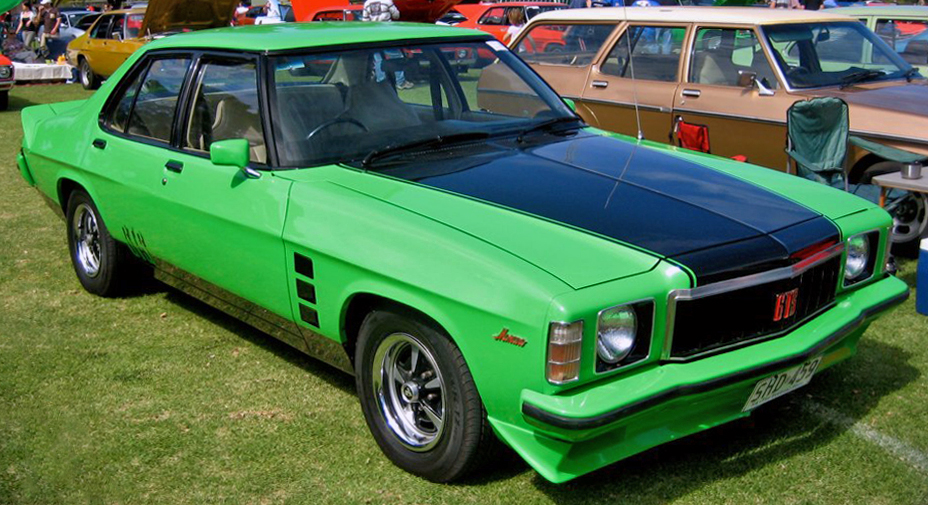
Holden Monaro GTS
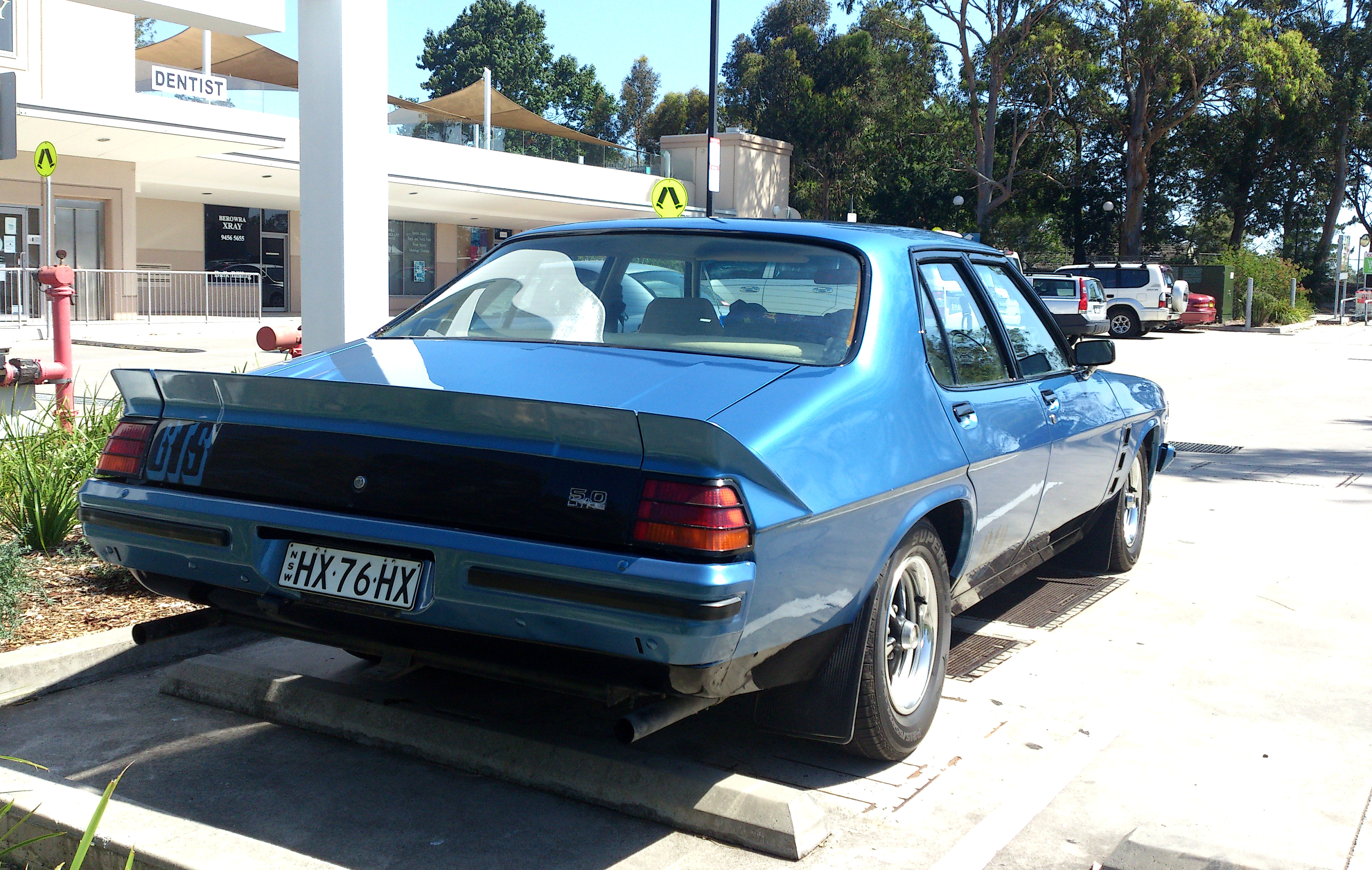
Holden Monaro GTS
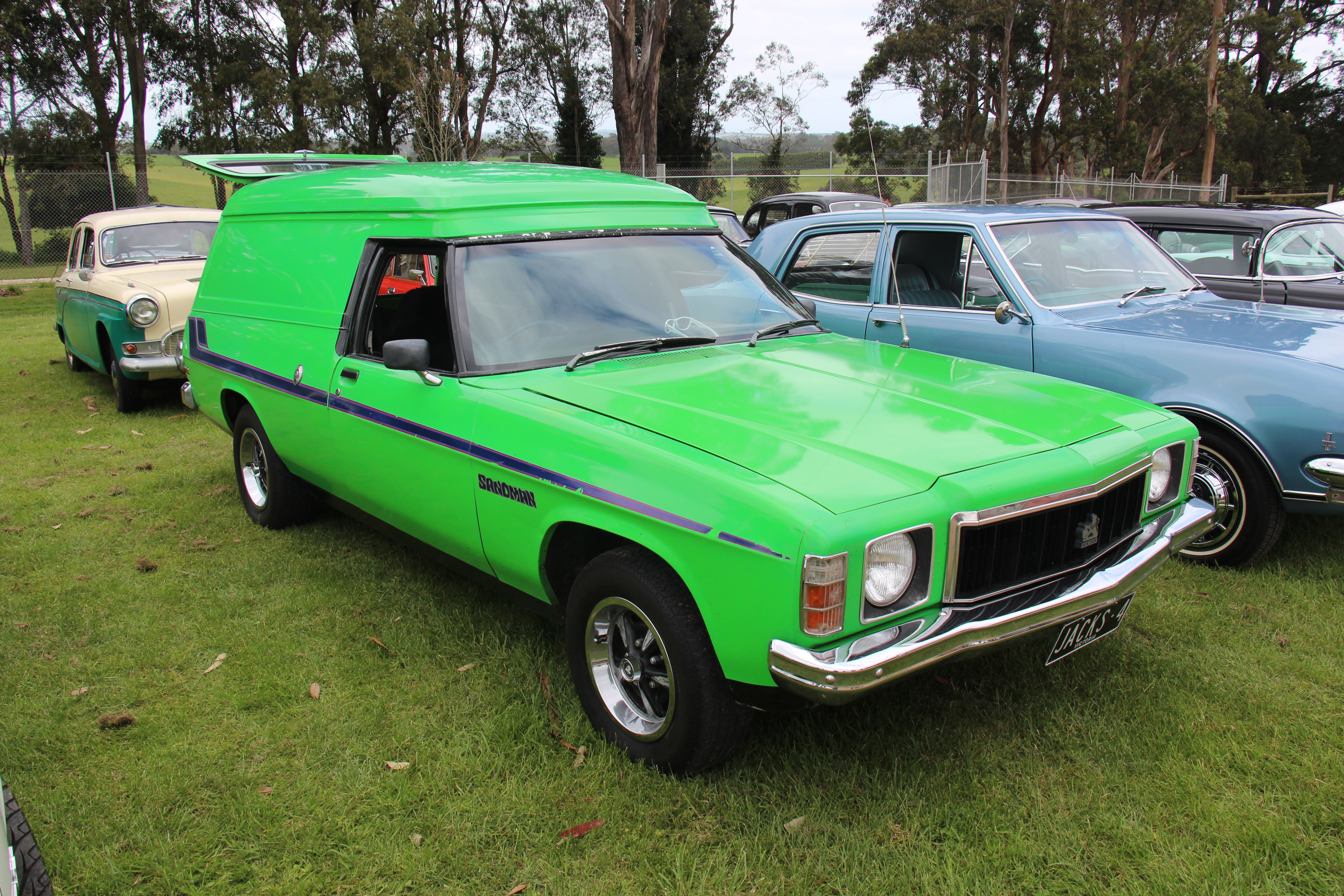
Holden Sandman

## Двигатели
Holden HX оснащался 3,3-литровым рядным шестицилиндровым двигателем, а также двигателями V8 объёмом 4,2—5,0 л. Все они были модифицированы с низким уровнем выбросов в соответствии с новыми нормами ADR27A и были заметно менее мощными, чем их предшественники. Модели Monaro GTS и Holden Limited Edition выпускались только с восьмицилиндровыми двигателями.

## Производство
Holden HX был снят с производства в октябре 1977 года. Всего было выпущено 110669 единиц.

## Statesman HX

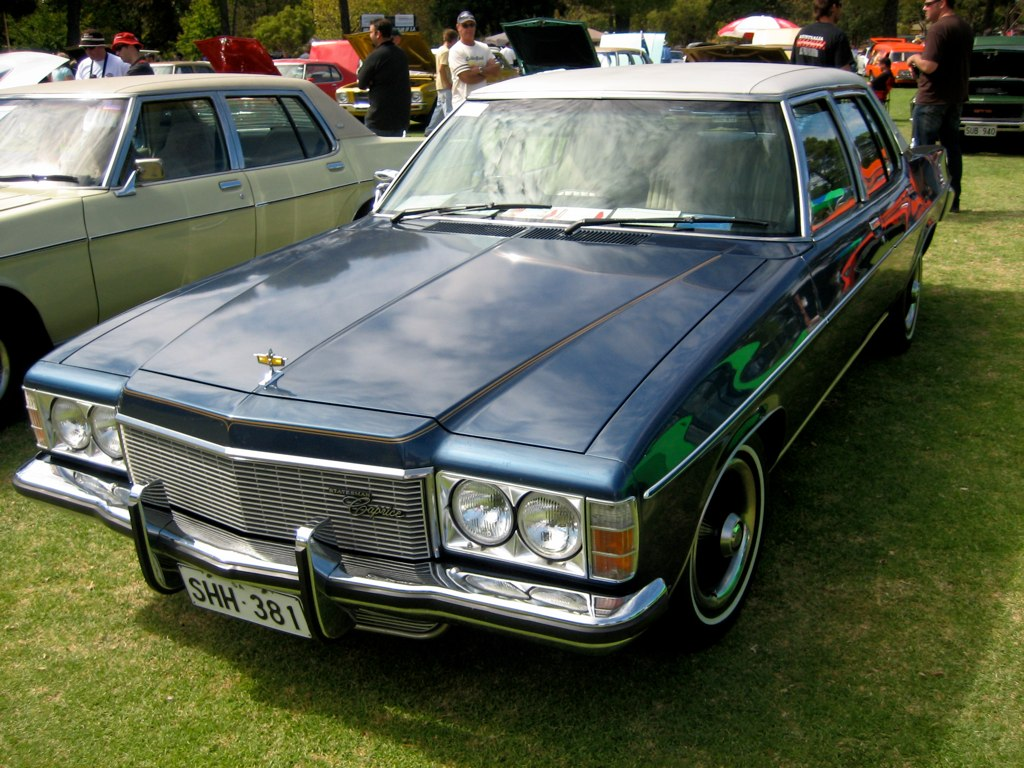
1976–1977 Statesman HX Caprice

В июле 1976 года также был налажен выпуск седанов Statesman HX с длинной колёсной базой.